# Wendy Carlos
Wendy Carlos, nata Walter Carlos (Pawtucket, 14 novembre 1939), è una musicista e compositrice statunitense.
È tra le prime interpreti e compositrici di musica elettronica ad aver usato il sintetizzatore moog e contribuì significativamente alla popolarità di questo strumento, grazie alle sue incisioni di brani e arie appartenenti al repertorio classico (Bach, Monteverdi, Händel, Scarlatti) eseguiti al sintetizzatore. Il suo primo lavoro in studio, Switched-On Bach (1968), vinse tre premi ai Grammy Awards 1969, tra cui quello al miglior album di musica classica.

## Biografia
Carlos è nata a Pawtucket nel Rhode Island. La sua educazione musicale è iniziata a sei anni con lo studio del pianoforte. Ha poi studiato musica e fisica alla Brown University e conseguito un master in musica alla Columbia University. Alla Columbia è stata allieva di Vladimir Ussachevsky, un pioniere della musica elettronica. Dopo la laurea ha incontrato Robert Moog ed è stata una delle sue prime clienti, segnalandogli poi le sue prime impressioni e suggerimenti per la messa a punto del nuovo strumento, il sintetizzatore. Intorno al 1966, Carlos incontrò Rachel Elkind che produsse poi il suo primo album. Carlos vive a New York dal 1962.
Le sue prime registrazioni sono accreditate sotto il nome di Walter Carlos. Nel 1968 ha pubblicato il suo primo album, Switched-On Bach, che contiene arrangiamenti di pezzi di Johann Sebastian Bach eseguiti esclusivamente con l'ausilio del sintetizzatore Moog; l'album ebbe un grande successo, vincendo tre Grammy Awards 1969.
Switched-On Bach (1968) è stato uno dei primi album dimostrativi dell'uso del sintetizzatore come strumento musicale vero e proprio. Come prima utilizzatrice dello strumento di Robert Moog, Carlos aiutò i pionieri della nuova tecnologia che allora era molto più difficile da adoperare rispetto ai nostri giorni. Malgrado tali difficoltà pionieristiche questo primo album contiene, tra altre opere di Bach, l'intero Concerto brandeburghese n. 3 e andò ben oltre l'intenzione della dimostrazione delle possibilità del mezzo tecnico e del virtuosismo di Carlos vendendo oltre 500 000 copie e vincendo tre Grammy Award nel 1970 per il Best Classical Album, Best Classical Music Performance e Best Engineered Classical Recording. La tecnica di registrazione multitraccia giocò un ruolo critico nel processo di certificazione presso la RIAA.
In seguito al successo del primo album nel 1969 realizzò The Well-Tempered Synthesizer (parafrasando il titolo dell'opera di Bach Il clavicembalo ben temperato) introducendo oltre alle trasposizioni di sole opere di Bach (Concerto brandeburghese n. 4) anche alcuni brani di musica barocca di Händel, Monteverdi e Scarlatti, sempre eseguiti esclusivamente con il sintetizzatore Moog.
Nel 1971, la musicista realizzò la colonna sonora del film Arancia meccanica. Successivamente lavorò con Stanley Kubrick anche nel film Shining, nonostante ciò, il regista adoperò nel film soltanto due dei brani composti da Carlos.
Nel 1972 Carlos si è sottoposta all'intervento chirurgico che le consentì la riassegnazione di genere cambiando il nome in Wendy Carlos. L'ultimo lavoro pubblicato sotto il nome di 'Walter' Carlos è stato By Request (1975), mentre il primo lavoro a nome Wendy è stato Switched-On Brandenburgs (1979). La prima apparizione dopo l'intervento fu una intervista pubblicata sulla rivista Playboy nel maggio del 1979. In essa si lamentava per la pubblicità negativa piovutale addosso a seguito dell'ufficializzazione del suo cambio di sesso. Sul suo sito ufficiale si è dibattuto il fatto che ella ritiene il cambiamento di sesso un fatto del tutto personale.
Nel 1972 fu la volta di Sonic Seasonings, un doppio album con il primo lato dedicato ad ognuna delle quattro stagioni per ognuna delle quali era realizzata una singola traccia. Esso mescolava suoni realizzati al sintetizzatore, senza alcuna melodia, per creare un effetto ambiente. Non raggiunse la popolarità di alcuni suoi lavori ma fu comunque molto importante e costituì una pietra angolare per quegli artisti che iniziavano a comporre ambient music.
Nel 1974 realizzò Switched-on Bach II, continuazione ideale e tecnica del primo album del 1968, anche questo interamente dedicato ad opere di Bach, tra cui il Concerto brandeburghese n. 5. Tutti i sei Concerti brandeburghesi verranno completati da Carlos nel 1979 con il doppio LP Switched-On Brandenburgs.
Nel 1979 Carlos ha sensibilizzato l'opinione pubblica sulle tematiche transgender rivelando di aver vissuto come donna almeno dal 1968 e di essersi sottoposta nel 1972 a un intervento chirurgico di riassegnazione del sesso.
Nel 1982, compose le musiche per il film Tron per la Disney. Questa colonna sonora era scritta per orchestra, coro, organo e sintetizzatore, sia analogico che digitale. Alcune delle sue musiche per i titoli di coda vennero poi sostituite con una canzone del gruppo rock Journey, mentre altre musiche vennero eliminate. Nel 1984 in Digital Moonscapes passò poi all'utilizzo del sintetizzatore digitale al posto di quello analogico fino ad allora utilizzato. Parte del materiale non inserito nel film Tron servì al completamento di quest'ultimo lavoro.
Nel 1986, con Beauty In the Beast, Carlos iniziò a sperimentare altri tipi di intonazione compresa quella naturale, la scala balinese e numerose scale da lei inventate per la scrittura di questo album.
Nel 1987 Secrets of Synthesis è una lettura di Carlos, corredata da esempi audio, delle sue sensazioni su temi da lei ritenuti di notevole importanza.
Dall'inizio del 1998, l'intera sua discografia è stata rimasterizzata. Nel 2005 venne realizzato il doppio album Rediscovering Lost Scores proponendo materiale inedito comprendente la colonna sonora non utilizzata Woundings e musiche composte per  Shining, Tron e Arancia meccanica che non vennero utilizzate in quei film.
Carlos è anche un'ottima fotografa di eclissi solari.

## Discografia

### Album in studio
- 1968 – Switched-On Bach
- 1969 – The Well-Tempered Synthesizer
- 1972 – Sonic Seasonings
- 1972 – A Clockwork Orange: Wendy Carlos's Complete Original Score
- 1974 – Switched-on Bach II
- 1975 – By Request
- 1979 – Switched-On Brandenburgs
- 1984 – Digital Moonscapes
- 1986 – Beauty in the Beast
- 1987 – Secrets of Synthesis
- 1988 – Peter and The Wolf (con "Weird Al" Yankovic)
- 1992 – Switched-On Bach 2000
- 1998 – Tales of Heaven and Hell

### Compilation
- 1999 – Switched-On Boxed Set
- 2005 – Rediscovering Lost Scores, Volume 1
- 2005 – Rediscovering Lost Scores, Volume 2

## Colonne sonore
- Arancia meccanica, 1972
- Shining, 1980
- Tron, 1982